# 国土交通大学校

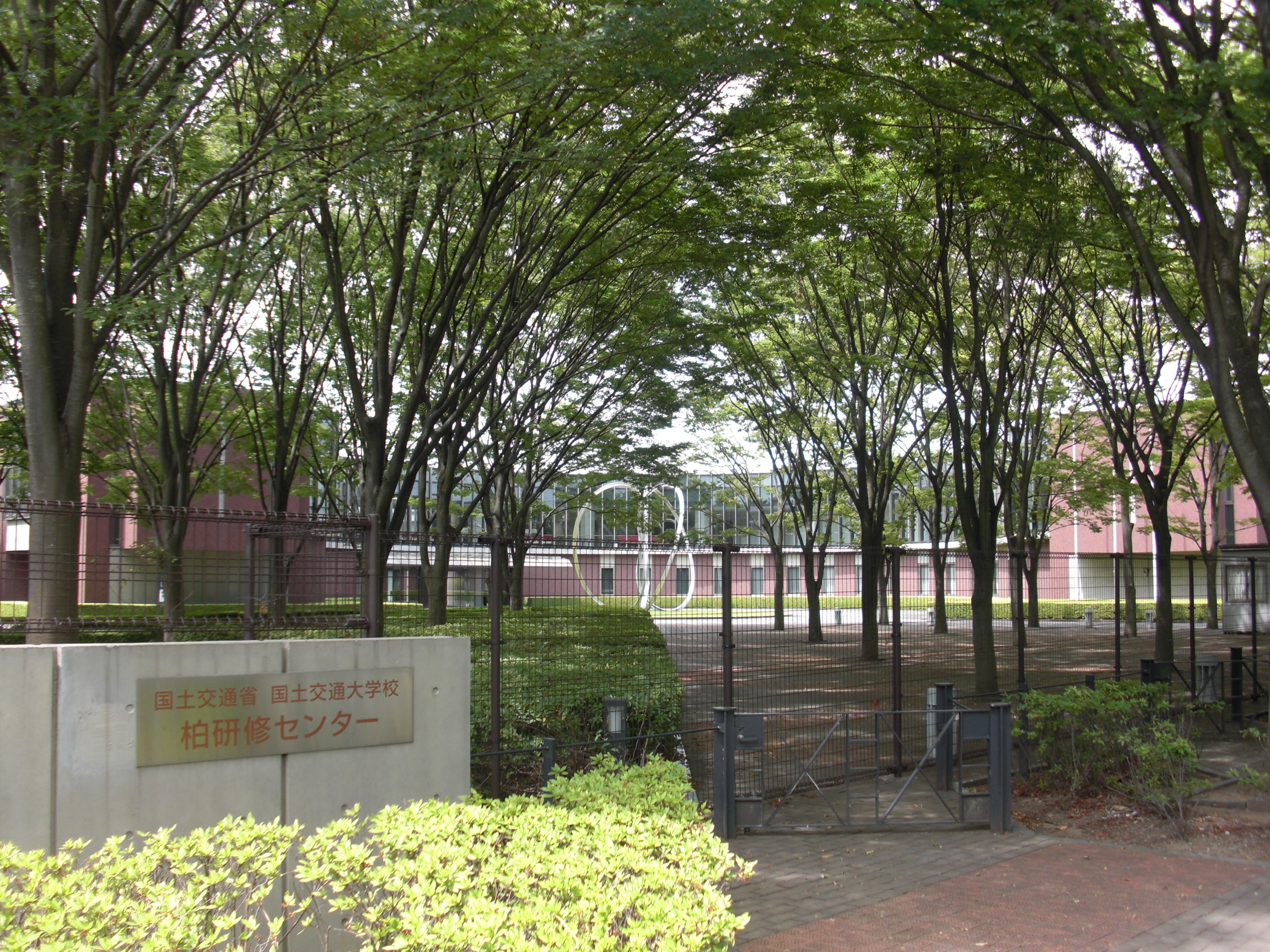
柏研修センター

国土交通大学校（こくどこうつうだいがっこう、英語: College of Land, Infrastructure, Transport and Tourism）は、東京都小平市に本校を設置する国土交通省の省庁大学校である。
国土交通省職員及び国土交通行政に関わる地方公共団体、独立行政法人職員等を対象に研修を実施し、行政能力や専門知識の向上を図ることを目的としている。

## 概要
国土交通大学校は、2001年の中央省庁再編により、建設省所管の建設大学校と運輸省所管の運輸研修所が合併して誕生した機関である。施設は旧建設大学校の小平本校と旧運輸研修所の柏研修センターからなる。小平本校の沿革は1888年（明治21年）1月に参謀本部陸軍部測量局（後の陸地測量部）に設置された修技所にまで遡ることができる。その名残りから、小平本校では主に建設行政・技術に関する研修を、柏研修センターでは主に運輸行政に関する研修を実施している。
公務員等の研修施設としての大学校の一つだが、国土交通大学校では数日から1か月以内の短期研修がほとんどで、最も長い研修でも国土地理院の技術系新規採用職員が受講する普通測量科研修の1年である。

## 所在地・アクセス

### 本校
〒187-8520 東京都小平市喜平町2-2-1
- 西武多摩湖線 一橋学園駅下車、徒歩6分。

### 柏研修センター
〒277-0822 千葉県柏市柏の葉3-11-1
- 東武バス 柏の葉公園住宅前停留所下車、徒歩1分。